# Guillaume Blot
Guillaume Blot (* 28. März 1985 in Saint-Malo) ist ein ehemaliger französischer Radrennfahrer.

## Sportliche Laufbahn
Guillaume Blot gewann 2003 die Gesamtwertung des Juniorenrennens Trophée Centre Morbihan. 2007 wurde er Zweiter bei der U23-Austragung des Radklassikers Paris–Roubaix. In der Saison 2008 gewann er zwei Etappen beim Circuit des Plages Vendéennes und gewann auch die Gesamtwertung. Außerdem gewann er die zweite Etappe bei der Ronde de l’Oise. Ende der Saison fuhr er für das französische ProTeam Cofidis als Stagiaire. 2011 gewann er eine Etappe der Tour de Normandie sowie den Grand Prix de Fourmies. 2014 beendete er seine Radsportlaufbahn.

## Erfolge
2008
- eine Etappe Ronde de l’Oise

2011
- eine Etappe Tour de Normandie
- Grand Prix de Fourmies

## Teams
- 2008 Cofidis-Le Crédit par Téléphone (Stagiaire, ab 1. August)
- 2009 Cofidis, le Crédit en Ligne
- 2010 Cofidis, le Crédit en Ligne
- 2011 Bretagne-Schuller
- 2012 Bretagne-Schuller